# Бизнес модел
Бизнес моделът описва как една търговска компания генерира приходи и печалби и генерира стойност за даден бизнес. Бизнес моделът описва процес, при който продуктът се продава или услугата се предоставя срещу заплащане.
Докато самите бизнес модели бяха част от минали бизнес практики, концепцията за бизнес модела излезе на преден план с развитието на интернет в средата на 90-те години на 20. век, особено използвано за описване на бизнес практиките на интернет компании и фирми за електронен бизнес (e-business); концепцията беше новаторска или противоречива. Новите бизнес модели, особено тези, които са възможни чрез технологични промени, позволяват създаването на нови и конкурентоспособни предприятия в съществуваща бизнес среда.

## Традиционни бизнес модели
Като традиционни бизнес модели могат да се посочат:
- „Моделът на производителя“ – производител произвежда продукт и го продава на клиенти на цена, по-висока от производствените му разходи.
- „Моделът на магазина“ – закупуване на продукт на ниска цена на едро и предлагане на клиентите на висока цена на дребно.
- „Моделът на брокерите“ – функциониращ като междинен фактор, използва се като посредник между производителя и търговеца на едро и/или на продавача на дребно и получава брокерска комисиона или разликата между покупките и продажбите.